# 舞台

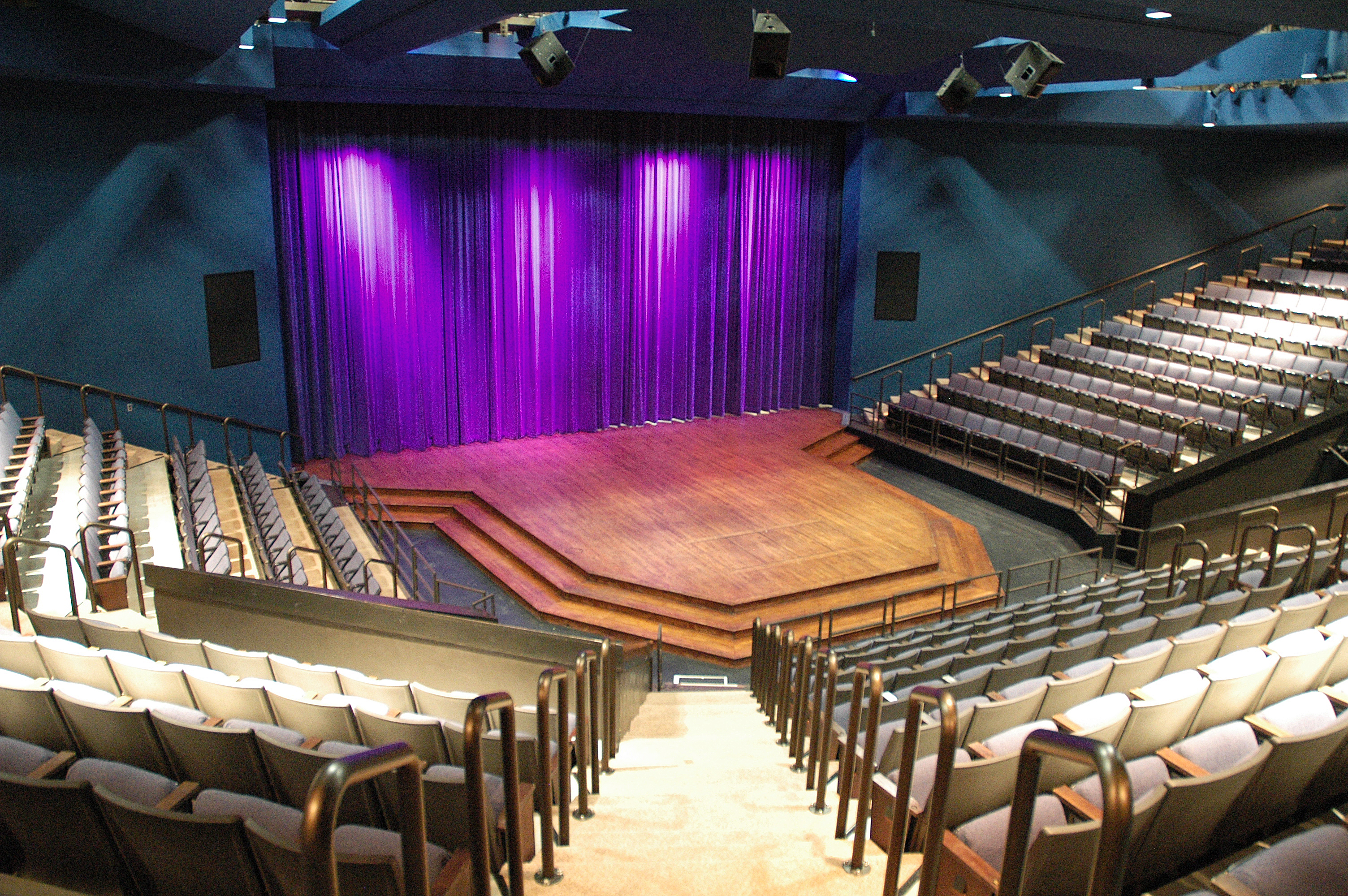
芝居の舞台である舞台。

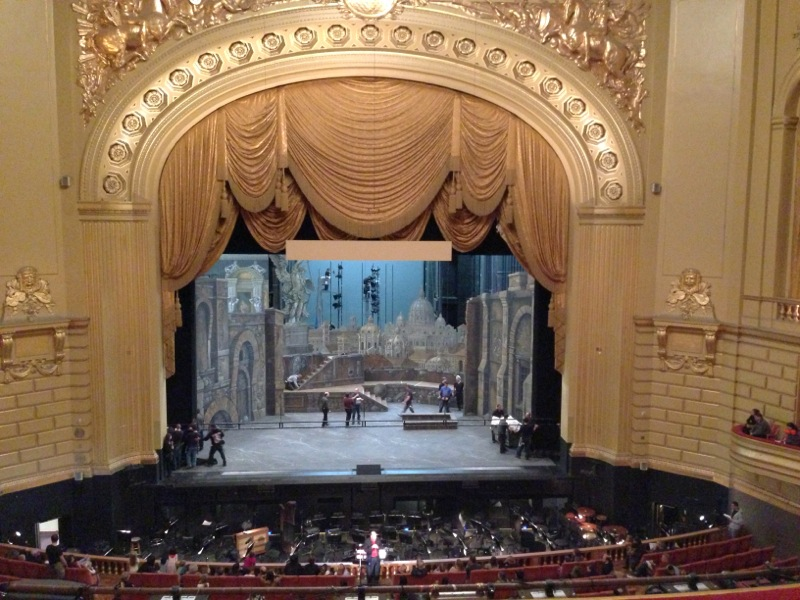
オペラハウスの舞台。

舞台（ぶたい、英: stage）とは、演劇やダンス、伝統芸能や演芸など、舞台芸術の表現者が作品を演じるための、一定の空間。転じて、舞台芸術に属する作品のジャンルを指し「舞台」と呼ぶこともある。また、演壇などの、舞台に類似する機能をもった一定の空間や機構を指し、舞台と呼ぶことがある。
ここから派生して、特定の人物や集団が盛んに活動を展開する場を指し、抽象的な意味において、舞台と呼ぶこともある。
機構としての舞台や、舞台の様々な様式については、劇場を参照。

## 舞台の「起源」と古代の舞台
人類史のどの段階で初めて舞台が現れたかは、はっきりとは分かっていない。西洋の場合、記録に残る最も古い舞台は、古代ギリシャ演劇の野外劇場である。これはすり鉢型の地形を利用した巨大構造物で、舞台は底の部分につくられた。観客は見下ろすような位置から舞台全体を見ることができた。この様式は古代ローマにも引き継がれ、その様式を踏襲した楕円形の劇場建造物なども生み出された。その代表的なものにはコロッセウム等がある。

## 日本の舞台史

### 日本神話に現れる舞台

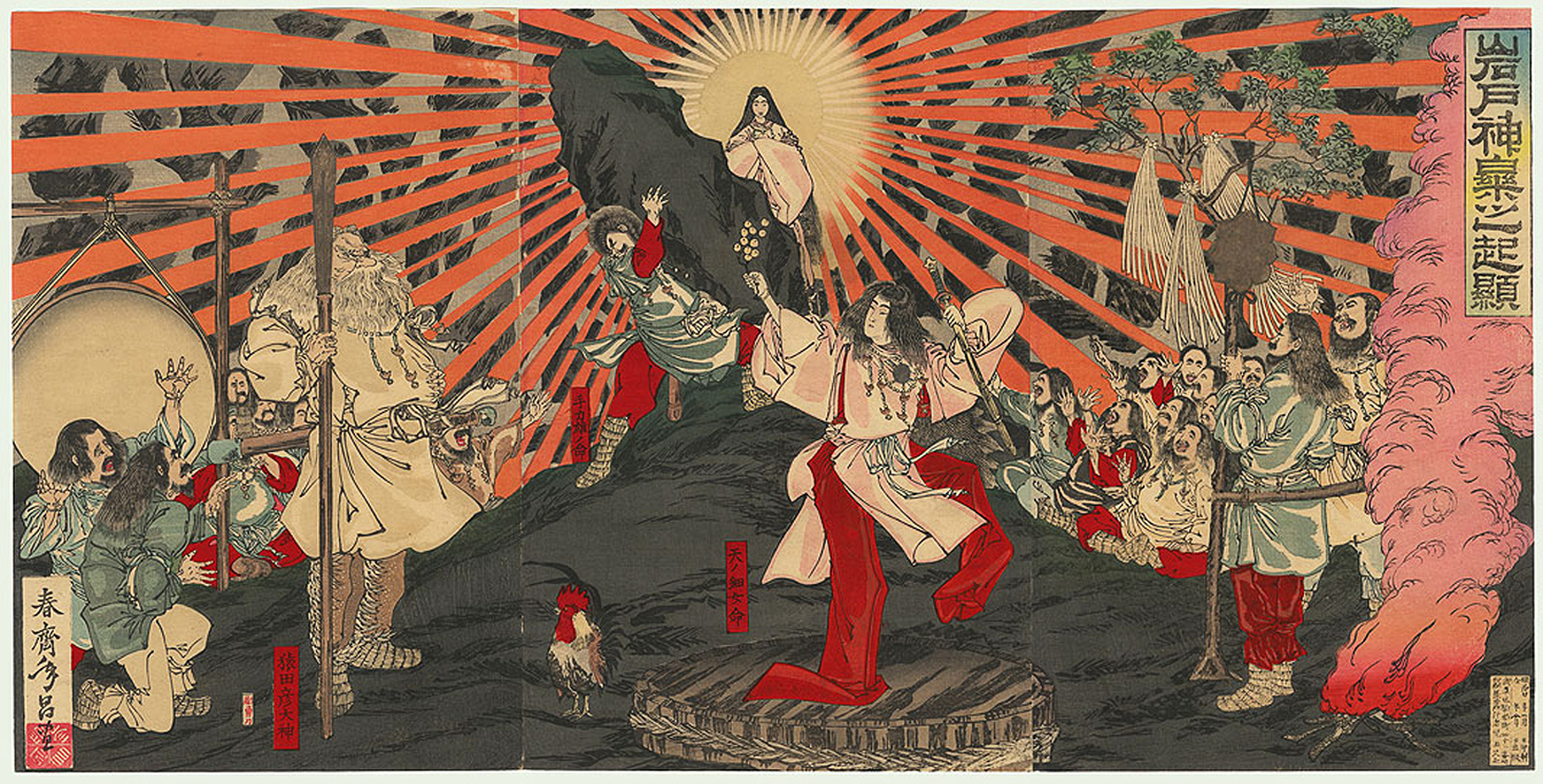
アメノウズメが舞台にした「覆槽」は、桶で表現される。

日本の文献上最も古い舞台に関する記述は、古事記・日本書紀における天岩戸神話において、アメノウズメが覆槽（うけ）を伏せてその上で踊ったというものである。覆槽が具体的にどのようなものかははっきりしないが、古事記に「踏み轟こし」とあることから、「う（空・虚）け（笥）」と解して空の容器を伏せて音が響くようにしたものと解釈される。もっとも常設の舞台ではない上、あくまで伝説上のものである。

### 舞楽の舞台

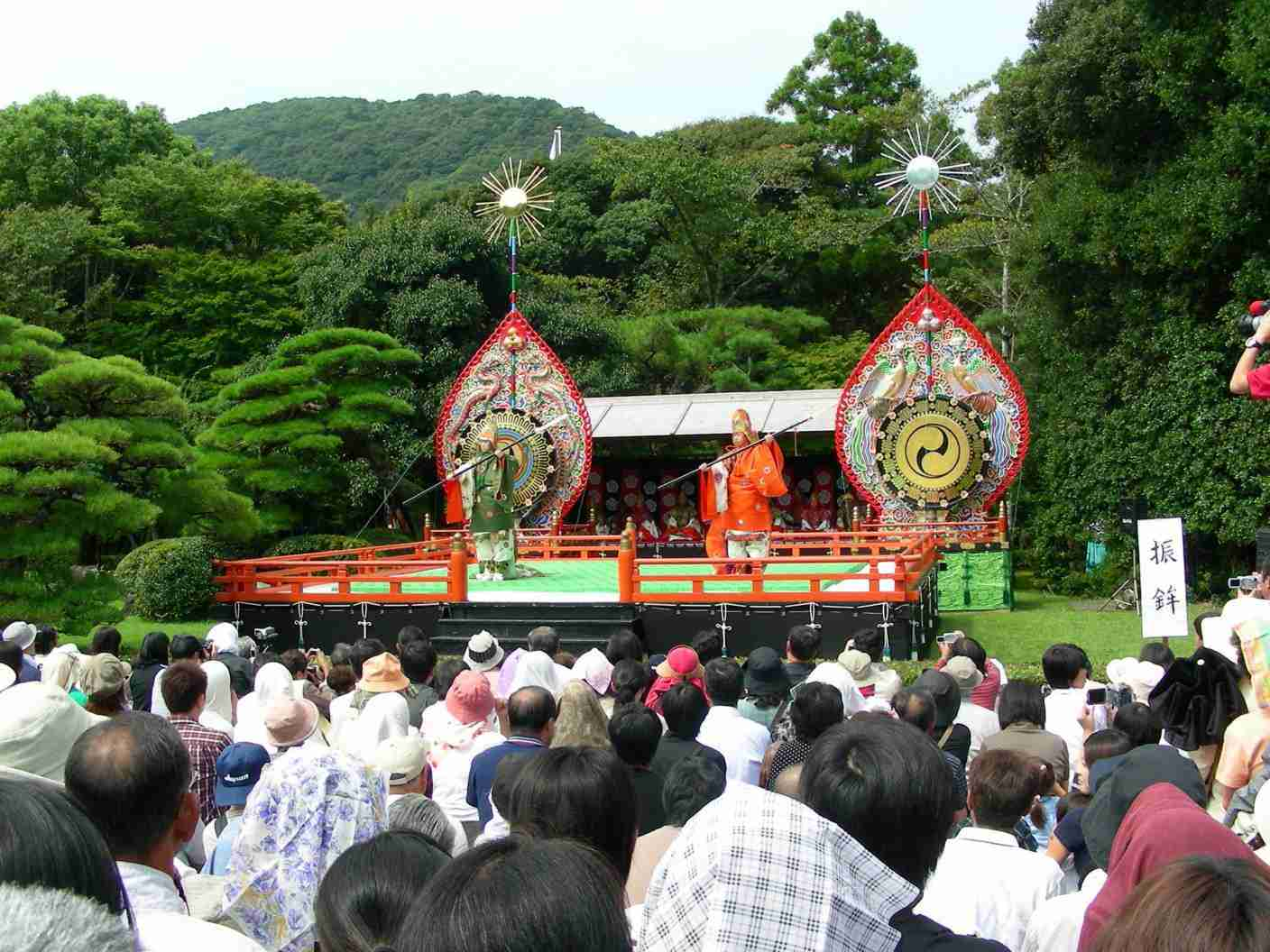
舞楽に用いる高舞台・敷舞台。

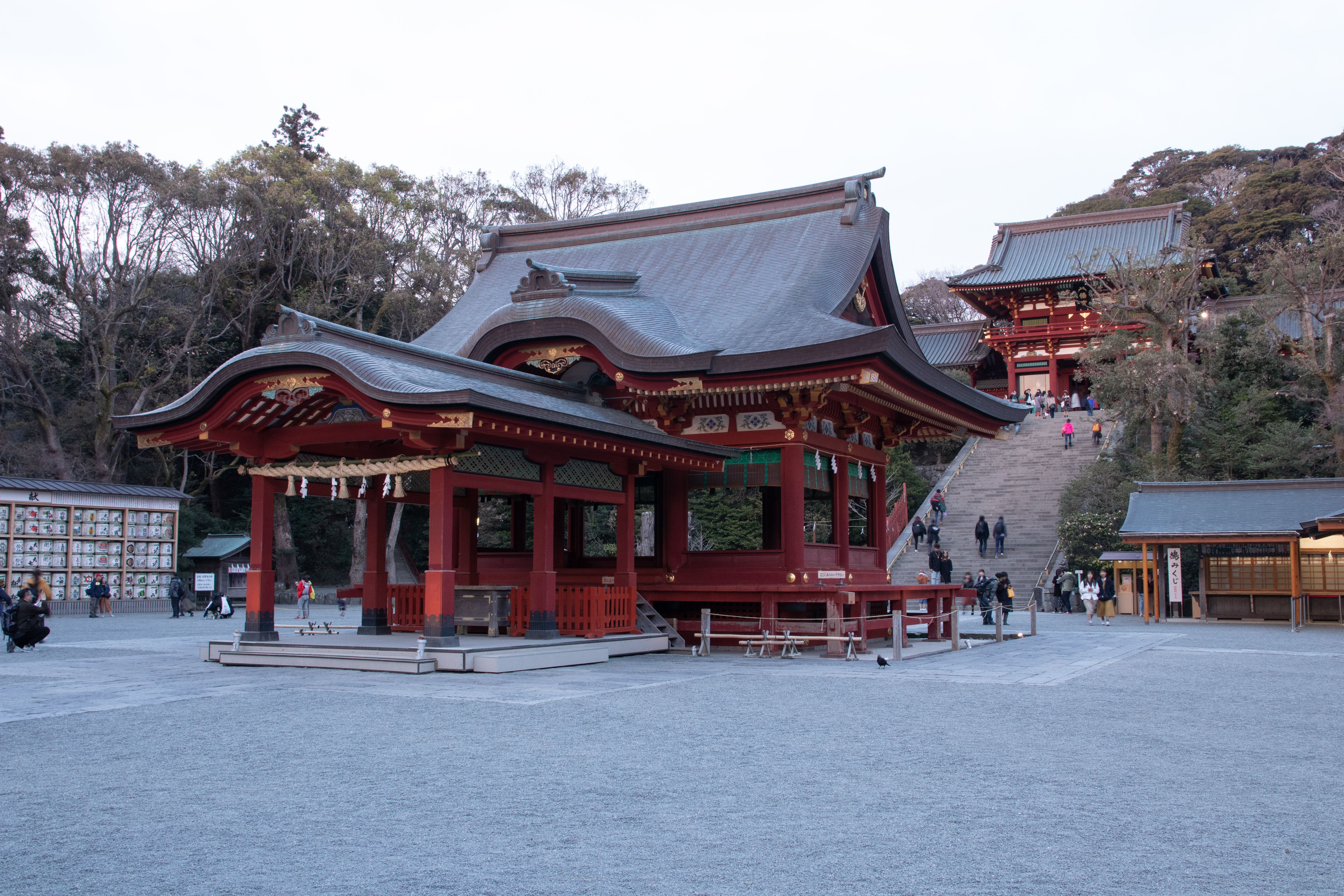
鶴岡八幡宮 舞殿。四方吹抜の神楽殿。「下拝殿」とも呼ばれる。

日本において形式化された舞台が生まれたのは、大陸から唐楽・高麗楽が伝来し舞楽が成立したことによる。奈良時代までの舞楽の舞台には長大なものもあったが、平安時代前期に高舞台・敷舞台を用いる様式が整えられた。すなわち一辺4間・高さ3尺の高舞台の中央に一辺3間の敷舞台を置き、周囲に高欄をめぐらせて前後2箇所に階段をつける形である。

### 神楽の舞台
神楽の舞台となる神楽殿には、四方吹抜のものと三方吹抜のものがある。権現造・八棟造以前の社殿形式では拝殿は本殿と分離しているが、独立した拝殿は四方吹抜の神楽殿を兼ねる場合がある。
里神楽に用いられる、三方吹抜で三方に張り出した高欄を持ち、舞台裏に楽屋を設ける神楽殿は、さらに時代が下ると考えられる。

### 能舞台

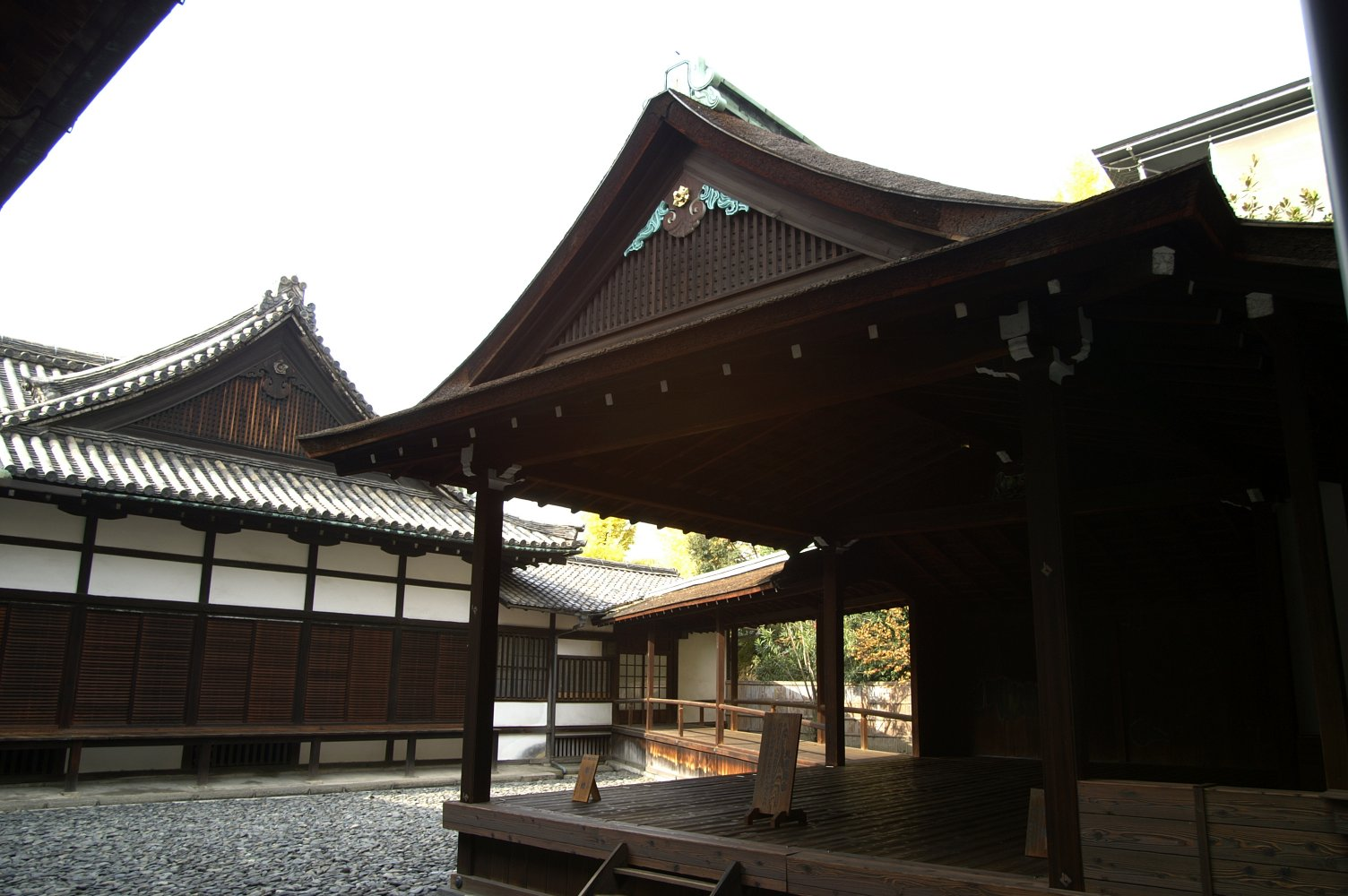
本願寺北能舞台

室町時代に能が誕生するが、当初は戸外や廊下で演じられたもので、特定の舞台を持たなかったと考えられている。鏡板に松を描き、橋掛の前に松を配置するのはその名残と言われる。
能舞台の起源について、舞楽舞台とする説と、四方吹抜の神楽舞台とする説があるが、独自発生とする説もある。『大乗院寺社雑事記』に長禄4年（1460年）の若宮祭における田楽法師装束賜の能において門扉を舞台に使用した記述が、さらに『満済准后日記』に永享元年（1429年）に足利義教が南都を訪れ猿楽を鑑賞した際雨天のため舞台上に仮屋を設営した記述があることから、小林静雄は能舞台に屋根がかかるように変化していく過程で舞楽や神楽の舞台の様式を取り込んだのであって、これらの舞台から能舞台が生じたものではないと述べている。
能舞台の構造が分かる最古の記録は、寛正5年（1464年）音阿弥が演じた際の「糺河原勧進帳」で、能舞台には切妻の屋根がかけられ、舞台の背後から楽屋に通じる渡廊下「階掛」が存在する。
安土桃山時代には徐々に能舞台の形式が固まってくるが、①1間6尺・3間四方で②後座・地謡座がつき、③橋掛が後座の右横から斜めに楽屋につく、④常設の能舞台という様式が完成するのは江戸時代に入ってからである。文禄2年（1593年）10月に豊臣秀吉が紫宸殿の前で天覧能を演じた際の舞台は、8尺間・2間四方で、橋掛は斜めにつき、後座はあるが地謡座はない（『文禄二癸巳十月五日 禁中御能組』内閣文庫）。慶長十年代前半（1606年 - 1609年ごろ）の作とみられる洛中洛外図屏風（京都国立博物館蔵）に見える能舞台においても、屋根は切妻造・板葺で、後座はあるが地謡座はなく、鏡板も床下の幕板もない。寛永14年（1637年）に竣工した江戸城本丸表大広間上段の正面に造営された能舞台によって、地謡座や鏡板を備えた様式が確立したとみられる。

### 歌舞伎舞台

歌舞伎の始祖とされる出雲阿国は能舞台を用いた。

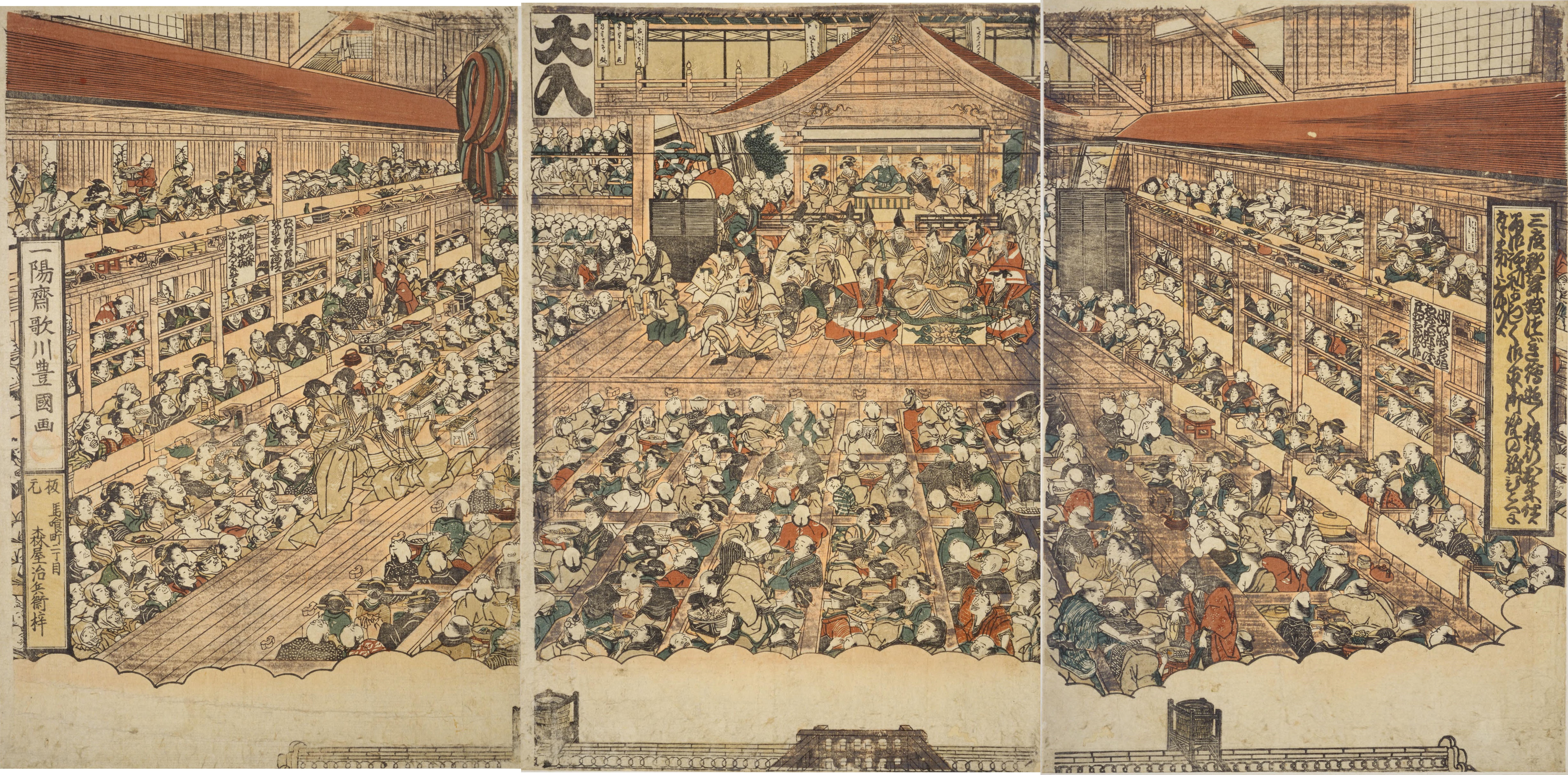
江戸時代後期の中村座。附舞台によって舞台面積は拡張されたが破風と大臣柱は残存している。

歌舞伎の始祖とされる出雲阿国は、かぶき踊りの舞台として能舞台を使用したことが、『当代記』の記述や同時代の絵画から分かる。草創期においては能舞台と同様の構造だった歌舞伎舞台は、徐々に今あるような要素が加えられていく。
芝居小屋は元和年間（1615年 - 1624年）に京都で7箇所が公許されたのに始まり、大阪では慶安5年（1652年）に3箇所が公許された。江戸では寛永元年（1624年）に猿若勘三郎が中橋南地（現・京橋）に猿若座（のちの中村座）を開いたのが嚆矢であり、山村座、市村座、森田座などが勃興し、幕府はこれら芝居小屋を堺町（のち堺町・葺屋町に分割）と木挽町に集める政策をとった。
舞台装置の変化としては、まず万治年間（1658年 - 1661年）に橋掛の若松が消失した後、寛文4年（1664年）市村座で二番続きの狂言「今川忍び車」を上演した際に初めて引幕が使用された。花道は寛文末 - 延宝年間（1670年代前後）に誕生したとされるが、当初は仮設のもので、常設の立派なものが設置されるのは享保・元文年間（1716年 - 1741年）と考えられている。享保・元文年間には舞台面積も増大し、本舞台の前に附舞台が設置されるに至った。享保9年（1724年）中村座の舞台規模は間口6間半奥行5間だった。能舞台の痕跡として江戸時代後期まで残っていた破風と大臣柱も、寛政8年（1796年）に都座で撤去されたのを皮切りに順次撤去が進んだ。
また迫・廻り舞台などの可動式の舞台装置も発明され、発展を遂げ他の芸能の舞台にも影響を与えた。

## 著名な舞台

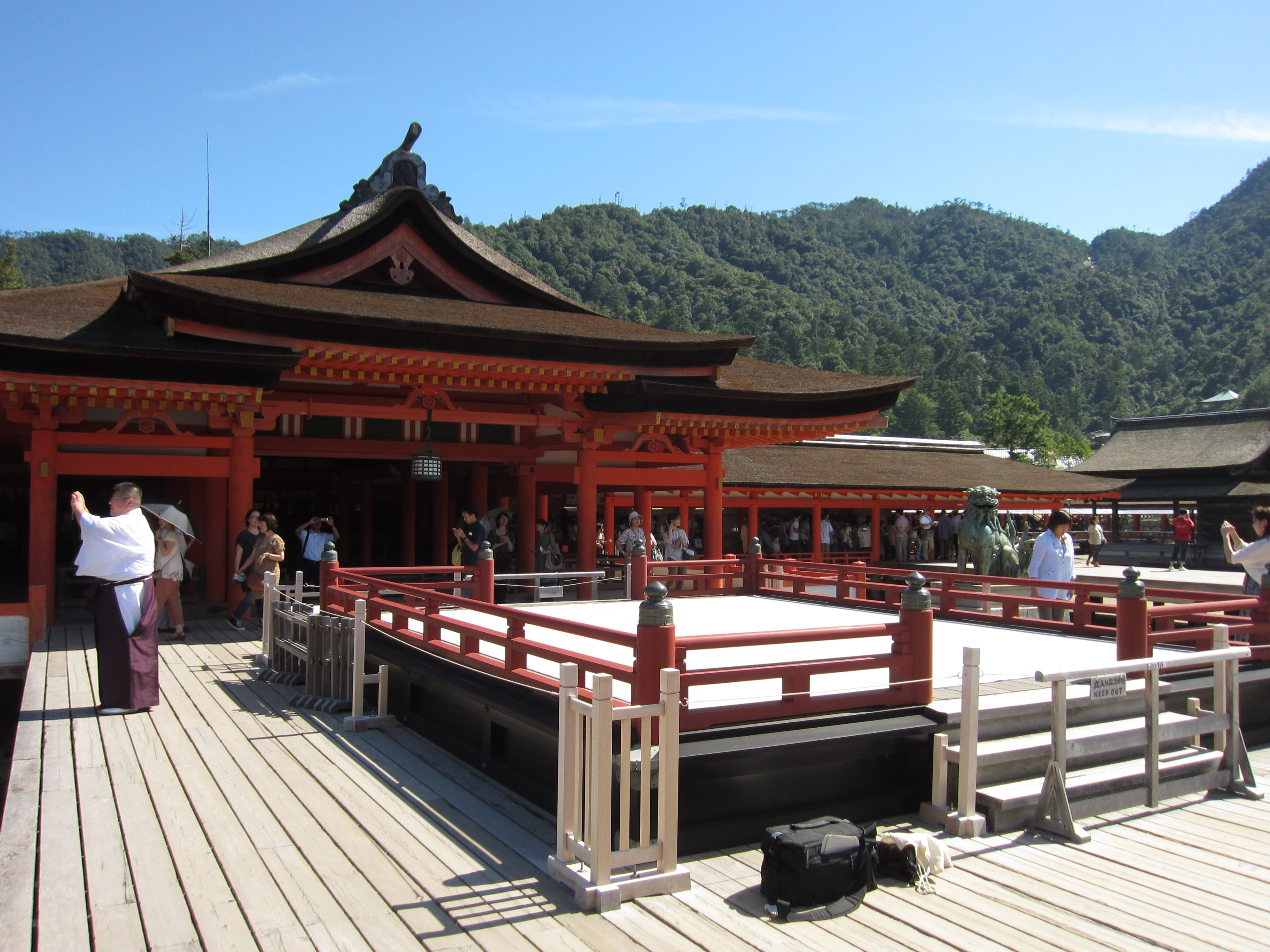
厳島神社高舞台

### 国宝指定を受けているもの
- 厳島神社 高舞台・平舞台
厳島神社 本社祓殿 の附として
- 西本願寺 北能舞台
- 石清水八幡宮本社 幣殿及び舞殿

### 重要文化財指定を受けているもの
- 麻績神明宮 舞台
- 四天王寺 石舞台
- 住吉大社 石舞台
- 壬生寺 大念仏堂

#### 能舞台
- 厳島神社 能舞台
- 白山神社 能舞台
- 西本願寺 南能舞台
- 東本願寺 能舞台
- 碧雲荘 能舞台
野村碧雲荘 大玄関及び能舞台 として
- 春日神社 能舞台
- 沼名前神社 能舞台

#### 神楽殿
- 保呂羽山波宇志別神社 神楽殿
- 飯野八幡宮 神楽殿
- 日光東照宮 神楽殿
- 榛名神社 神楽殿
- 北口本宮冨士浅間神社 神楽殿
- 麻績神明宮 神楽殿
- 諏訪大社上社本宮 神楽殿
- 諏訪大社下社秋宮 神楽殿
- 南宮神社 高舞殿
- 久能山東照宮 神楽殿
- 神部神社浅間神社 舞殿
- 賀茂御祖神社 舞殿
- 賀茂別雷神社 舞殿（橋殿）
- 八坂神社 舞殿
- 春日大社摂社若宮神社 細殿及び神楽殿

#### 芝居小屋
- 康楽館
- 旧呉服座
- 旧金毘羅大芝居
- 内子座
- 八千代座

### 重要有形民俗文化財指定を受けているもの

#### 農村歌舞伎舞台
- 大桃の舞台
- 檜枝岐の舞台
- 上三原田の歌舞伎舞台
- 旧船越の舞台 - 日本民家園
- 各務の舞台
- 門和佐の舞台
- 葛畑の舞台（芝居堂）
- 上三河の舞台
- 下谷上の舞台
- 田熊の舞台
- 中山の舞台
- 肥土山の舞台
- 高野の舞台
- 八代の舞台

#### 人形芝居舞台
- 下黒田の舞台
- 真桑の人形舞台
- 犬飼の舞台
- 坂州の舞台

#### 舞台が現存しない桟敷
- 赤崎神社楽桟敷
- 池田の桟敷

### 雑誌
- 山崎静太郎「能舞台雑考」『建築雑誌』、日本建築学会、1901年。
- 山崎静太郎「能舞台の背景について」『建築雑誌』、日本建築学会、1901年。
- 山崎静太郎、後藤慶二、上野「能舞台研究会（1）」『能楽』第8巻第1号、『能楽』発行所、1910年1月、71-77頁。
- 山崎静太郎、後藤慶二、上野「能舞台研究会（2）」『能楽』第8巻第2号、『能楽』発行所、1910年2月、40-45頁。
- 山崎静太郎、後藤慶二、上野「能舞台研究会（3）」『能楽』第8巻第3号、『能楽』発行所、1910年3月、48-53頁。
- 山崎静太郎、後藤慶二、上野「能舞台研究会（4）」『能楽』第8巻第4号、『能楽』発行所、1910年4月、51-56頁。
- 山崎静太郎、後藤慶二、上野「能舞台研究会（5）」『能楽』第8巻第5号、『能楽』発行所、1910年5月、46-49頁。
- 山崎静太郎、後藤慶二、上野「能舞台研究会（6）」『能楽』第8巻第6号、『能楽』発行所、1910年6月、32-38頁。
- 山崎静太郎、後藤慶二、上野「能舞台研究会（7）」『能楽』第8巻第8号、『能楽』発行所、1910年8月、23-27頁。
- 山崎静太郎、後藤慶二、上野「能舞台研究会（8）」『能楽』第8巻第9号、『能楽』発行所、1910年9月、22-26頁。
- 山崎静太郎、後藤慶二、上野「能舞台研究会（9）」『能楽』第8巻第10号、『能楽』発行所、1910年10月、54-57頁。
- 山崎静太郎、後藤慶二、上野「能舞台研究会（10）」『能楽』第8巻第11号、『能楽』発行所、1910年11月、48-54頁。
- 山崎静太郎、後藤慶二、上野「能舞台研究会（11）」『能楽』第8巻第12号、『能楽』発行所、1910年12月、56-62頁。
- 山崎静太郎、後藤慶二、上野、藤田「能楽堂改良会（1）」『能楽』第9巻第1号、『能楽』発行所、1911年1月、79-84頁。
- 山崎静太郎、後藤慶二、上野、藤田「能楽堂改良会（2）」『能楽』第9巻第2号、『能楽』発行所、1911年2月、68-71頁。
- 山崎静太郎、後藤慶二、上野、咲壽「能楽堂改良会（3）」『能楽』第9巻第4号、『能楽』発行所、1911年4月、60-64頁。
- 山崎静太郎、後藤慶二「能楽堂改良会（4）」『能楽』第9巻第5号、『能楽』発行所、1911年5月、52-55頁。
- 山崎静太郎、後藤慶二、咲前、上野「能楽堂改良会（5）」『能楽』第9巻第7号、『能楽』発行所、1911年7月、59-61頁。
- 後藤慶二「能舞台建築の進化」『建築雑誌』、日本建築学会、1911年。
- 山崎静太郎「能舞台の歴史および価値」『建築雑誌』、日本建築学会、1911年。
- 山崎静太郎「能舞台より歌舞伎舞台」『建築世界』、建築世界社、1911年。
- 後藤慶二「劇場の話」『建築工芸誌』、建築工芸社、1913年。